# Åselholm
Åselholm är en del av en ö, en av Iniös huvudöar, något väster om de övriga. Den ligger i kommunen Pargas i landskapet Egentliga Finland, i den sydvästra delen av landet, 210 km väster om huvudstaden Helsingfors. Arean är 3,3 kvadratkilometer.
Öns högsta punkt är 21 meter över havet. Den sträcker sig 4,0 kilometer i nord-sydlig riktning, och 2,0 kilometer i öst-västlig riktning.